# うめだプレミア
うめだプレミアとは、うめだ花月で行われる単独ライブのこと。値段は、前売り、当日変わらず約1500円から。

## 出演

### 2003年

#### 11月
- 1日「コバヤシのラインペイジ・ジャクソン2～トークライブです～」出演：ケンドーコバヤシ
- 8日「THE PLANET9ゴエMercury～revivalコントstyle～」出演：ザ・プラン9
- 9日「チュートリアルのシャベルケ?」出演：チュートリアル
- 14日「フットボール部屋ー」出演：フットボールアワー
- 15日「爆ぜたんだよ…腕が」出演：野性爆弾
- 16日「カフェドビキうめだ店～漫才はじめました～」出演：ビッキーズ
- 22日「メッセンジャートークライブ～苦笑～」出演：メッセンジャー
- 23日「同期9」出演：矢野・兵動、へびいちご
- 23日「キングコングのオールナイトロケット」出演：キングコング
- 24日「BLACK! TALK! MAYONNAISE!2」出演：ブラックマヨネーズ
- 28日「K・BOY」出演：バッファロー吾郎
- 29日「Sweet Devil」出演：海原やすよ・ともこ
- 30日「後藤秀樹Presentsフラジョイルvol,3～コンプレックスさえも武器にしているんです～」出演：後藤秀樹

#### 12月
- 5日「ロザンの『ハーフ』」出演：ロザン
- 6日「オギクボパークス」出演：FUJIWARA
- 7日「サムライ★ロケット」出演：西野亮廣
- 11日「爆笑!ゾルディック家」出演：バッファロー吾郎
- 12・13・14日「THE PLANET9 12th『サークルS』」出演：ザ・プラン9
- 15日「フットボール部屋ー」出演：フットボールアワー
- 19日「カフェドビキうめだ店～漫才はじめました～」出演：ビッキーズ
- 20日「北風ティーアップ～はせ兄と前ちゃんの漫才」出演：ティーアップ
- 21日「BLACK! TALK! MAYONNAISE!!」出演：ブラックマヨネーズ
- 23日「海原やすよ　ともこの「おんな」という職業」出演：海原やすよ・ともこ、ブラックマヨネーズ
- 24日「チュートリアルのシャベルケ!」出演：チュートリアル
- 25日「嗚呼、学生時代って素晴らしい!!」出演：高井俊彦、徳井義実、浅越ゴエ、りあるキッズ安田、後藤秀樹、土肥ポン太、しましまんず池山　他
- 26日「あやめ・ロザンのアンテナ～整形～」出演：桂あやめ、ロザン
- 27日「土肥原ポン太郎～ポン次郎に捧ぐ～」出演：土肥ポン太
- 28日「後藤秀樹Presents十二月のうめだ花月vol,4～ちょっと待て僕はもう三十二だぜ～」出演：後藤秀樹
- 29日「キングコングのオールナイトロケット」出演：キングコング
- 30日「本気!!ランディーズ」出演：ランディーズ
- 31日「「大晦日だよ!キムえもん祭!!」～竹太のニューイヤー恐竜～」出演：バッファロー吾郎　他

### 2004年

#### 1月
- 10日「びみょーにらくごかーい！？3」出演：桂三若、月亭八光、木村明浩
- 11日「THE PLANET9 Earth～rush style～」出演：ザ・プラン9
- 12日「サバンナの太陽にもしものことがあったらどーする？」出演：サバンナ
- 15日「嗚呼、職歴って素晴らしい！！」出演：メッセンジャーあいはら、$10、ランディーズ中川、ビッキーズ須知、土肥ポン太 他
- 16日「カフェドビキうめだ店～漫才はじめました～」出演：ビッキーズ
- 17日「北風ティーアップ～はせ兄と前ちゃんの漫才」出演：ティーアップ
- 18日「りあるタイム」出演：りあるキッズ、バッファロー吾郎、ランディーズ、ロザン
- 19日「フットボール部屋ー」出演：フットボールアワー
- 21日「後藤秀樹Presents～ライブ～」出演：後藤秀樹
- 22日「チュートリアルのシャベルケ？」出演：チュートリアル
- 23日「Sweet Devil」出演：海原やすよ・ともこ
- 24日「年賀交歓会」出演：友近
- 25日「ブラックマヨネーズの目からウロコ」出演：ブラックマヨネーズ
- 26日「キキキーキ・キーキキ」出演：バッファロー吾郎
- 27日「本気!!ランディーズ」出演：ランディーズ
- 28日「ロザンの『ハーフ』」出演：ロザン
- 29日「キングコングのバカロケット」出演：キングコング
- 30日「「コラボM」～黄金の80年代～」出演：$10、岩崎良美
- 31日「兵動大樹のおしゃべり大好き。2」出演：兵動大樹

#### 2月
- 7日「我、肉獣トナリテ貴様ヲ食ラフ。」出演：野性爆弾
- 8日「覚王山jupiter～太融寺コレクション～」」出演：ザ・プラン9
- 11日「きむぷんて」出演：バッファロー吾郎
- 12日「嗚呼、恋愛って素晴らしい!!」出演：海原ともこ、シャンプーハット、小籔千豊、吉田敬、菅広文、土肥ポン太
- 13日「あやめ・ロザンのアンテナ」出演：桂あやめ、ロザン
- 14日「サバンナの3か4回目」出演：サバンナ
- 15日「悪口百恵」出演：土肥ポン太、小籔千豊、COWCOW
- 16日「フットボール部屋ー」出演：フットボールアワー
- 19日「カフェドビキうめだ店～漫才はじめました～」出演：ビッキーズ
- 20日「海原やすよ　ともこの「おんな」という職業」出演：海原やすよ・ともこ、ブラックマヨネーズ
- 21日「ジャパンカーニバルvol.2」出演：りあるキッズ
- 22日「チュートリアルのシャベルケ?」出演：チュートリアル
- 25日「TSK第1回総会～エンゼルショコラナイト～」出演：藤原光博（TSK会長）、シャンプーハット小出水（関西支部長）、ケンドーコバヤシ
- 26日「キングコングのバカロケット」出演：キングコング
- 27日「本気!!ランディーズ」出演：ランディーズ
- 28日「後藤秀樹Presents～ライブ2～」出演：後藤秀樹
- 29日「ブラックマヨネーズPlesure2004」出演：ブラックマヨネーズ

#### 3月
- 4日「サムライ★ロケット」出演：キングコング西野
- 5日「灘儀武一人会『普通の人々』」出演：なだぎ武
- 6日「カミソリシュート」出演：FUJIWARA
- 7日「明和電機2004年度事業報告会ショー」出演：明和電機
- 7日「うめだパエリア「絵画王決定選手権劇場～オークションもあります劇場～」出演：川島画伯、住谷画伯、竹若画伯、小林画伯、小出水画伯、灘儀武、浅越ゴエ、木村明浩、ヤナギブソン
- 11日「嗚呼、地元って素晴らしい!!」出演：小籔千豊、ランディーズ中川、小杉竜一、野性爆弾ロッシー、浅越ゴエ、友近、りあるキッズ安田
- 13日「カフェドビキうめだ店～漫才はじめました～」出演：ビッキーズ
- 14日「風来嬢」出演：友近
- 18日「木の鳥～面白編～」出演：バッファロー吾郎
- 19日「ロザンの『ハーフ』」出演：ロザン
- 20日「枕草子の弟、布団の草子」出演：土肥ポン太
- 21日「$10Presents 熱血!タイガース党」出演：$10、湯浅明彦、大浦理子　他
- 22日「フットボール部屋ー」出演：フットボールアワー
- 23日「Sweet Devil」出演：海原やすよ・ともこ
- 27日「宇宙ターザン」出演：間寛平、たむらけんじ、$10、サバンナ
- 28日「ブラックマヨネーズ『爆風』」出演：ブラックマヨネーズ
- 29日「後藤秀樹Presents嗚呼『高槻』って素晴らしい」出演：後藤秀樹、へびいちご鳥川、シャンプーハット小出水
- 30日「キングコングのバカロケット」出演：キングコング

#### 4月
- 9日「サバンナのタケノコダイナマイト」出演：サバンナ
- 10日「あやめ・ロザンのアンテナ」出演：桂あやめ、ロザン
- 11日「シャンプー歌劇団」出演：シャンプーハット
- 13日「フットボール部屋ー」出演：フットボールアワー
- 15日「カフェドビキうめだ店～漫才はじめました～」出演：ビッキーズ
- 16日「$10 TALK LIVE」出演：$10
- 17日「春風ティーアップ～はせ兄と前ちゃんのおしゃべり～」出演：ティーアップ
- 18日「祝!初ライブはじめまして!ケンコバです!」出演：ケンドーコバヤシ
- 19日「海原やすよ　ともこの「おんな」という○○～おんな芸人～」出演：海原やすよ・ともこ、島田珠代、たむらけんじ、モリマン
- 21日「木村のクイズワールド～おもしろ999～」出演：バッファロー吾郎
- 22日「嗚呼、マイルームって素晴らしい!!」出演：$10・浜本、野性爆弾ロッシー、ブラックマヨネーズ、ロザン宇治原、ザ・プラン9（鈴木つかさ、浅越ゴエ）
- 23・24・25日「THE PLAN9 13th「西暦二00X年四月一日、禁酒法ヲ旅行スル。」」出演：ザ・プラン9
- 26日「チュートリアルのシャベルケ?」出演：チュートリアル
- 27日「キングコングのバカロケット」出演：キングコング
- 28日「ブラックマヨネーズの『電撃』」出演：ブラックマヨネーズ
- 29日「後藤秀樹Presents～シフクノネタ～ほんまにすいません!」出演：後藤秀樹
- 30日「本気!!ランディーズ」出演：ランディーズ

#### 5月
- 1日「りあるタイム」出演：りあるキッズ、ペナルティ、ブラックマヨネーズ
- 2日「怨み友和」出演：小籔千豊、土肥ポン太
- 5日「大B反市～お見立てゲスト 木竹浩博～」出演：バッファロー吾郎
- 7日「ロザンの『ハーフ』」出演：ロザン
- 8日「サバンナから君へ」出演：サバンナ
- 9日「シャンプー歌劇団」出演：シャンプーハット
- 13日「カフェドビキうめだ店～漫才はじめました～」出演：ビッキーズ
- 14日「Sweet Devil」出演：海原やすよ・ともこ
- 15日「漫才病～桃栗三年　矢野三年～」出演：矢野・兵動
- 16日「川上じゅんのボイスパフォーマンス!服は数珠つなぎvol.4」出演：川上じゅん
- 18日「フットボール部屋ー」出演：フットボールアワー
- 21日「$10 TALK LIVE」出演：$10
- 22日「びみょーにらくごかーい！？4」出演：桂三若、月亭八光
- 23日「後藤秀樹Presents～笑わせてみてえもんだ～」出演：後藤秀樹
- 25日「キングコングのバカロケット」出演：キングコング
- 26日「チュートリアルのシャベルケ?」出演：チュートリアル
- 27日「THE PLAN9 ギブソンMars～コントStyle～」出演：ザ・プラン9
- 28日「たぁーちんの『一人で出来るかな』?」出演：ランディーズ中川
- 29日「右ムケ右夫トHOT夏子」出演：野性爆弾、ビッキーズ
- 30日「ブラックマヨネーズのおもころナイト」出演：ブラックマヨネーズ

### 2006年

#### 1月
- 7日「兵藤トーク」出演：兵動大樹、後藤秀樹
- 8日「GAORA presentsコントの冬～produced by久馬歩～」出演：久馬、鈴木、浅越ゴエ、$10、友近、千原兄弟　他
- 11日「スッごい!おとなの時間」出演：バッファロー吾郎、ケンドーコバヤシ、松本麻衣子
- 15日「野爆うめだFandango」出演：野性爆弾　他
- 18日「チュートリアルライブ2006『酒びたりエロス』」出演：チュートリアル
- 19日「寺～チャットだけよ～」出演：バッファロー吾郎
- 20日「P･P･P～Plan9 Play Pictures～」出演：ザ･プラン9
- 21日「後藤秀樹バースデーライブ またまたやっちゃいます！今年の誕生日はネタ以外をもらいます。」出演：後藤秀樹
- 22日「コヤファントマン」出演：小籔千豊
- 26日「吾郎のバー」出演：バッファロー吾郎、ケンドーコバヤシ、土肥ポン太、友近　他
- 27日「バッファロー吾郎プロデュース おもしろGP 喜利王」出演：バッファロー吾郎
- 28日「ブラックマヨネーズの1月丸出し」出演：ブラックマヨネーズ
- 29日「ザ･プラン9ヤナギブソン単独ライブ『ギブソン マイナスゼロ』」出演：ヤナギブソン
- 30日「陣内智則＆ブラマヨ吉田　うだうだうしゃべります」出演：陣内智則、吉田敬

#### 2月
- 3日「Sweet Devil」出演：海原やすよ・ともこ
- 4日「金のひよこLIVE～よしもと新喜劇Next Genneration～」出演：伊賀健二、山田亮、西科仁　他
- 5日「うめだピン芸人祭り」出演：ザ･プラン9、桂三若、土肥ポン太、小籔千豊、国崎恵美　他
- 6日「スッごい!おとなの時間」出演：バッファロー吾郎、ケンドーコバヤシ、松本麻衣子
- 12日「矢野の話を聞け!～初ファーストライブやで、しかし～」出演：矢野勝也
- 14日「ちょい面白おやじ」出演：バッファロー吾郎
- 18日「$10vs白川悟実」出演：白川悟実($10)
- 19日「ノットストレート伊勢発～岡山経由～うめだ着」出演：つばさ・きよし、後藤秀樹
- 21日「バッファロー吾郎プロデュースおもしろGP喜利王」出演：バッファロー吾郎　他
- 23日「後藤秀樹　新ネタLIVE「DISOVERY」」出演：後藤秀樹
- 24日「ランディーズ･ネタLIVE『○○○な男』」出演：ランディーズ
- 25日「野爆うめだFandango」出演：野性爆弾　他
- 26日「ブラックマヨネーズのイボ猪最強説」出演：ブラックマヨネーズ
- 27日「陣内智則＆ブラマヨ吉田　うだうだうしゃべります」出演：陣内智則、吉田敬
- 28日「953860～プラン9の5人が38マイクで60分～」出演：ザ･プラン9

#### 3月
- 3日「やすとも系TALKLIVE」出演：海原やすよ・ともこ
- 4日「メガマニアI」出演：りあるキッズ
- 5日「嗚呼、マンスリーよしもとって素晴らしい！～創刊300号記念公演～」出演：ブラックマヨネーズ、ザ･プラン9　他
- 10日「MBSラジオpresentsゴーゴーモンキーズSPライブ」出演：ロザン、陣内智則、シャンプーハット、麒麟　他
- 11日「増刊恋愛ってどうよ～兵動よ、今までなんやったんや!SP」出演：長谷川宏、兵動大樹
- 12日「金のひよこLIVE～よしもと新喜劇Next Genneration～」出演：伊賀健二、山田亮、西科仁　他
- 17日「野爆うめだFandango」出演：野性爆弾　他
- 18日「$10LIVE「マ・コ・ト」」出演：$10
- 19日「あさり・かつおラストライブ」出演：あさり・かつお
- 21日「サバンナライブ～プレーンなトレーナー～」出演：サバンナ
- 25日「ポン太フー」出演：土肥ポン太
- 26日「明和電機2006年度事業報告ショー」出演：明和電機
- 27日「陣内智則＆ブラマヨ吉田　うだうだうしゃべります 」出演：陣内智則、吉田敬
- 28日「バッファロー吾郎のおもしろ大賞」出演：バッファロー吾郎
- 31日「後藤秀樹トークライブ」出演：後藤秀樹

#### 4月
- 4日「おしゃべり大好き悪口百恵」出演：兵動大樹、小籔千豊、土肥ポン太
- 5日「スッごい！大人の時間」出演：バッファロー吾郎、ケンドーコバヤシ、松本麻衣子
- 8日「はりけーんず前田単独オタクLIVE「登風SP～いっぺん萌えてみる？～」inうめだ」出演：前田(はりけーんず)、向(天津)他
- 9日「パラ軍団ライブ」出演：メッセンジャーあいはら、しましまんず藤井、清水キョウイチ朗　他
- 10日「西宮のタレ」出演：チュートリアル
- 15日「金のひよこLIVE～よしもと新喜劇Next Genneration～」出演：YSJメンバー
- 16日「Sweet Devil」出演：海原やすよ・ともこ
- 19日「キキキーキ・キーキキ」出演：バッファロー吾郎
- 21日「野良犬軍団 復活祭～t.e.r.a～ 」出演：土肥ポン太、野性爆弾、レイザーラモン
- 22日「マ・コ・ト～その2～」出演：$10
- 23日「後藤秀樹ライブ」出演：後藤秀樹
- 24日「陣内智則＆ブラマヨ吉田　うだうだうしゃべります」出演：陣内智則、吉田敬
- 26日「徳井義実ライブ2006 ～桜の舞～」出演：徳井義実
- 28日「ザ・オーディション～夏の本公演、出るのは君だ！」出演：ザ･プラン9
- 30日「桂三若情熱ひとり会2　～古典落語の章～」出演：桂三若、桂きん枝

#### 5月
- 6日「木部ちゃんの「4人でできるもん！！」」出演：ビッキーズ木部、チュートリアル福田、麒麟 田村、ミサイルマン西代
- 7日「UMEKA 12、2006、5　U-1グランプリ～お笑い異種格闘技戦～」出演：うめだ花月エンターティナー
- 9日「スッごい！おとなの時間」出演：バッファロー吾郎、ケンドーコバヤシ、松本麻衣子
- 10日「西野亮廣独演会」出演：キングコング西野亮廣
- 14日「恋する キモエミ～女の子のみんなー！！もっと恋をしようよー！！～」出演：国崎恵美
- 15日「悪い唇 ～今回は女優･アイドルについて語ろうか～」出演：メッセンジャーあいはら、シャンプーハット小出水　他
- 17日「野爆うめだ@Fandango!」出演：野性爆弾　他
- 20日「シンクタンク博覧会～うめだの国からこんにちは～」出演：シンクタンク
- 21日「ブラックマヨネーズのソロロイベント」出演：ブラックマヨネーズ
- 23日「兵動大樹のトーク道～南光師匠お願いします！～」出演：兵動大樹、桂南光
- 24日「ポンちゃんがボケたら友近も それにツッこむ小籔さん！！」出演：土肥ポン太、友近、小籔千豊
- 25日「POISON GIRL BANDトークライブ「梅田万博」」出演：POISON GIRL BAND
- 26日「後藤秀樹トークライブ」出演：後藤秀樹
- 27日「寛平ショージの脳みそバーン！」出演：間寛平、村上ショージ、トミーズ健、シャンプーハット　他
- 27日「$10LIVE「マ・コ・ト～その3～」」出演：$10
- 28日「寛平ショージの脳みそバーン！」出演：間寛平、村上ショージ、トミーズ健、シャンプーハット　他
- 28日「ぜんじろうのお笑いロボット学園」出演：ぜんじろう、へびいちご、シャンプーハット、ロザン
- 30日「軍曹フェスティバル」出演：ビッキーズ須知

#### 6月
- 2日「ランディーズ･ネタLIVE『はじめての○○○』」出演：ランディーズ
- 3日「メガマニアII」出演：りあるキッズ」
- 4日「UMEKA 12、2006、5 うめだ花月芝居もん大賞」出演：うめだ花月エンターティナー
- 6日「6月の花嫁」出演：ザ･プラン9
- 8日「サバンナトークライブ」出演：サバンナ
- 10日「Sweet Devil」出演：海原やすよ・ともこ
- 15日「チュー×ラン×ビッキでスペシャルライブしちゃいます。」出演：チュートリアル、ランディーズ、ビッキーズ
- 17日「後藤秀樹ライブ」出演：後藤秀樹
- 18日「秋田久美子単独ライブ「Doll」」出演：秋田久美子　他
- 19日「野爆うめだFandango」出演：野性爆弾　他
- 21日「ザ☆シュール」出演：チュートリアル
- 22日「スッごい!おとなの時間」出演：バッファロー吾郎、ケンドーコバヤシ、松本麻衣子
- 23日「ブラックマヨネーズのソロイベトン」出演：ブラックマヨネーズ
- 24日「$10LIVE「マ・コ・ト～その4～」」出演：$10
- 25日「金のひよこLIVE～よしもと新喜劇Next Genneration～」出演：新喜劇若手メンバー
- 26日「陣内智則＆ブラマヨ吉田　うだうだしゃべります」出演：陣内智則、ブラックマヨネーズ吉田敬
- 27日「悪い唇　～弟子VS NSC vsオーディションvs二世～」出演：メッセンジャーあいはら、ビッキーズ須知　他
- 30日「池山バンドジャンボリー ～THE★RED STAR 宿敵現る!?～」出演：THE★RED STAR 他

#### 7月
- 2日「UMEKA 12、2006、7　ザ・プラン9解散宣言～5つのコントと5つの友情」出演：ザ・プラン9　他
- 6日「悪い唇　～興奮する話～」出演：メッセンジャーあいはら、シャンプーハット小出水　ほか
- 7日「ロザンの『コンビ』」出演：ロザン
- 9日「ピン芸人夏祭り！」出演：ザ・プラン9、土肥ポン太、後藤秀樹　他
- 10日「スッごい！おとなの時間」出演：バッファロー吾郎、ケンドーコバヤシ、松本麻衣子
- 11日「高山トモヒロ＆種浦マサオLIVE～親友（ツレ）きどり～」出演：高山トモヒロ、種浦マサオ
- 24日「野爆うめだ@Fandango!」出演：野性爆弾　他
- 15日「ニブンノゴ！トークライブ」出演：ニブンノゴ！
- 17日「悪口百恵」出演：小籔千豊、土肥ポン太
- 19日「西野亮廣独演会」出演：キングコング西野亮廣
- 22日「ブラックマヨネーズの、ザ･ソロイベント」出演：ブラックマヨネーズ
- 23日「2丁拳銃ファン感謝イベント06」出演：2丁拳銃
- 24日「徳井義実ライブ～向日葵の涙～」出演：チュートリアル徳井義実
- 28日「後藤秀樹トークライブ」出演：後藤秀樹
- 29日「たーちんひとりだけ日記」出演：ランディーズ中川
- 30日「ポン太ボンバー」出演：土肥ポン太
- 31日「陣内智則＆ブラマヨ吉田 うだうだしゃべります」出演：陣内智則、ブラックマヨネーズ吉田敬

#### 8月
- 4日「UMEKA 12、2006、8「マッスルカーニバル」」出演：うめだ花月エンターティナー
- 5日「四次元の日～送信中…～」出演：四次元ナイフ
- 7日「野爆うめだ@Fandango!」出演：野性爆弾　他
- 11日「スッごい！おとなの時間」出演：バッファロー吾郎、ケンドーコバヤシ、松本麻衣子
- 12日「Sweet Devil」出演：海原やすよ・ともこ
- 13日「後藤ヒデキ×小堀ヒロユキコントライブ ゲストは未定！」出演：後藤秀樹、小堀(2丁拳銃)他
- 14日「音」出演：土肥ポン太、城野(野性爆弾)
- 15日「怪怪怪 ～恐怖のホラートークショー～」出演：中山市朗、ロザン、後藤秀樹　他
- 16日「俺に喋らせろ！」出演：西野亮廣、石橋(イシバシハザマ)
- 17日「金のひよこLIVE～よしもと新喜劇Next Genneration～」出演：新喜劇若手メンバー
- 18日「nakata.neta talk ナカタドットネタトーク」出演：中田なおき、太平サブロー
- 19日「ブラックマヨネーズのソロロイベント2」出演：ブラックマヨネーズ
- 20日「恋愛ってどうよ！」出演：長谷川(ティーアップ)、兵動大樹　他
- 21日「陣内智則＆ブラマヨ吉田　うだうだしゃべります」出演：陣内智則、ブラックマヨネーズ吉田敬
- 22日「ダイノジのタイガートーク」出演：ダイノジ
- 25日「後藤秀樹トークライブ ～夏祭りしたっかたなぁ～」出演：後藤秀樹
- 26日「シンクタンク博覧会 ～愛、うめだ博～」出演：シンクタンク、バッファロー吾郎、後藤秀樹、なかやまきんに君
- 27日「コヤブ∞(無限大)」出演：小籔千豊、シャンプーハット、野性爆弾
- 29日「知体運doice」出演：ザ・プラン9

#### 9月
- 2日「国崎恵美ソロライブ「ずっと、あなたが…スキだった。」」出演：国崎恵美
- 3日「UMEKA12 2006.9　キャラクターショー」出演：うめだ花月エンターティナー
- 7日「悪い唇　～ゴシップについて語ろうか～」出演：メッセンジャーあいはら、シャンプーハット小出水　他
- 8日「スッごい！おとなの時間」出演：バッファロー吾郎、ケンドーコバヤシ、松本麻衣子
- 9日「おしゃべり大好き悪口百恵」出演：兵動大樹、小籔千豊、土肥ポン太
- 10日「秋田久美子単独ライブ「THE　梅田ストリッパー」」出演：秋田久美子、須藤(青空)　他
- 11日「徳井義実ライブ2006 ～秋桜の狂気～」出演：徳井義実
- 16日「ロザンの『コンビ』」出演：ロザン
- 17日「はりけーんず前田単独オタクLIVE」出演：はりけーんず前田
- 22日「後藤秀樹トークイベント」出演：後藤秀樹
- 23日「$10LIVE「マ・コ・ト～その5～」」出演：$10
- 24日「野爆うめだ@Fandango!」出演：野性爆弾　他
- 25日「陣内智則＆ブラマヨ吉田　うだうだしゃべります」出演：陣内智則、ブラックマヨネーズ吉田敬
- 28日「953860～ザ･プラン9の5人が38マイクで60分～」出演：ザ･プラン9
- 29日「ランディーズ・ネタLIVE「いい○○○とわるい○○○」」出演：ランディーズ
- 30日「木村のゲームワールド～ダ・ヴィンチ・おもしろ・コード～」出演：バッファロー吾郎

#### 10月
- 3日「UMEKA12」出演：うめだ花月エンターティナー
- 4日「ケンコバ大パニック!～トーク4来襲～」出演：ケンドーコバヤシ、サバンナ八木　他
- 6日「スッごい！おとなの時間」出演：バッファロー吾郎、ケンドーコバヤシ、松本麻衣子
- 7日「野爆うめだ@Fandango!」出演：野性爆弾　他
- 9日「ピン芸人秋まつり」出演：土肥ポン太、小籔千豊、たむらけんじ、ハローケイスケ、ネゴシックス　他
- 12日「エチュー毒（ドク）」出演：メッセンジャー 黒田、お～い!久馬（ザ･プラン9）、岩崎ひろみ
- 14日「後藤学園　文化祭」出演：後藤秀樹　他
- 15日「2丁拳銃イベント」出演：2丁拳銃
- 16日「秋の変態」出演：チュートリアル
- 18日「大阪駅前第吾ビル」出演：バッファロー吾郎
- 20日「悪い唇　～激突？松竹芸能～」出演：メッセンジャーあいはら、T.K.O、のろし、シャンプーハット、とろサーモン
- 21日「つばさ・きよし漫才LIVE「漫遊記～其之一～」」出演：つばさ・きよし
- 22日「金のひよこLIVE　～よしもと新喜劇 Next Generation～ vol.7」出演：新喜劇若手メンバー
- 23日「NEW うめだバラエティ チュー×ラン×ビキでスペシャルライブしちゃいます」出演：チュートリアル、ランディーズ、ビッキーズ
- 27日「GAORA presents「コントの女」produced by久馬歩」出演：森三中、モリマン、ハリセンボン、ザ・プラン9　他
- 28日「コヤブニズム宣言～コヤブかましてよかですか～」出演：小籔千豊
- 29日「後藤秀樹トークイベント」出演：後藤秀樹
- 30日「陣内智則＆ブラマヨ吉田　うだうだしゃべります」出演：陣内智則、吉田敬
- 31日「高山トモヒロ＆種浦マサオLIVE「親友（ツレ）きどり#2」～ちょうど13年目～」出演：高山トモヒロ、種浦マサオ

#### 11月
- 2日「サバンナのトークライブ」出演：サバンナ
- 3日「Sweet　Devil」出演：海原やすよ ともこ
- 5日「野爆うめだ@Fandango！」出演：野性爆弾　他
- 7日「UMEKA12　2006.11」出演：うめだ花月エンターティナー
- 8日「黒田・小杉トークライブ」出演：メッセンジャー黒田、ブラックマヨネーズ小杉
- 10日「スッごい！おとなの時間」出演：バッファロー吾郎、ケンドーコバヤシ、松本麻衣子
- 11日「TSK会長独演会『猥談ひとり』」出演：リットン調査団 藤原(東京スケベ協会会長)
- 12日「兵動大樹・後藤秀樹・安田善紀のユニット○○○～○○○って使い勝手いいなぁ～」出演：兵動大樹、後藤秀樹、安田善紀
- 16日「夢芝居」出演：ザ・プラン9
- 18日「りあるキッズ漫才イベント『M』」出演：りあるキッズ
- 19日「四次元の日」出演：四次元ナイフ
- 20日「西野亮廣の『ろくでもない夜』」出演：西野亮廣、イシバシハザマ
- 21日「悪い唇～ゴシップについて語ろうか2～」出演：メッセンジャー會原、シャンプーハット小出水、チュートリアル福田 他
- 22日「チュートリアル単独ライブ」出演：チュートリアル
- 23日「$10　LIVE「マ・コ・ト～その6～」」出演：$10
- 24日「後藤秀樹トークライブ」出演：後藤秀樹
- 25日「悪口百恵」出演：小籔千豊、土肥ポン太
- 26日「たーちんのひとりだけ日記2」出演：ランディーズ中川
- 27日「陣内智則＆ブラマヨ吉田　うだうだしゃべります」出演：陣内智則、吉田敬
- 28日「ITGP　～世界ツッコミ選手権～」出演：バッファロー吾郎
- 29日「川畑泰史ライブ「スキルアップ」」出演：川畑泰史、矢野・兵動、南海キャンディーズ、池乃めだか、井上竜夫 他

#### 12月
- 2日「「シンクタンク博覧会」～水・金・地・火・木・土・天・うめだ～」出演：シンクタンク
- 4日「後藤秀樹トークライブ～2006年も色々な方に出てもらいました～」出演：後藤秀樹
- 5日「UMEKA12 2006.12 LOVE相方」出演：うめだ花月エンターテイナー
- 6日「木部ちゃんのひとりでできるかな？」出演：ビッキーズ木部
- 7日「金のひよこLIVE～よしもと新喜劇Next　Generation～vol.8」出演：新喜劇若手メンバー
- 8日「スッごい！おとなの時間」出演：バッファロー吾郎、ケンドーコバヤシ、松本麻衣子
- 10日「恋愛ってどうよ！」出演：長谷川宏、兵動大樹
- 11日「悪い唇～2006総決算～」出演：メッセンジャーあいはら、シャンプーハット小出水、ビッキーズ須知　他
- 16日「中田なおきソロライブ」出演：中田なおき
- 17日「軍曹フェスティバル」出演：ビッキーズ須知
- 18日「陣内智則＆ブラマヨ吉田　うだうだしゃべります」出演：陣内智則、ブラックマヨネーズ吉田敬
- 22日「ランディーズ・ネタLIVE「かなり○○○」」出演：ランディーズ
- 23日「後藤秀樹ライブ～2006年トーク以外でも色々な方に出てもらいました～」出演：後藤秀樹
- 26日「筆の団」出演：バッファロー吾郎竹若、銀雉（ギンキジ）、中山功太
- 27日「お～ギ利」出演：お～い！久馬！、ヤナギブソン
- 29日「野爆うめだ@Fandango！」出演：野性爆弾　他

### 2007年

#### 1月
- 5日「新ネタライブ～気軽な気持ちで見にきてください。～」出演：土肥ポン太
- 7日「UMEKA12　2007.1」出演：うめだ花月エンターテイナー
- 10日「スッごい！おとなの時間」出演：バッファロー吾郎、ケンドーコバヤシ、松本麻衣子
- 11日「『なんと双六』」出演：ザ・プラン9
- 16日「野爆うめだ@Fandango！」出演：野性爆弾　他
- 17日「MBSラジオ　presents「ゴーJ！」SPライブ」出演：陣内智則、美崎悠、ブラックマヨネーズ、チュートリアル、シャンプーハット、サバンナ、ビッキーズ
- 20日「サバンナコントLIVE～travelingを聴きながら～」出演：サバンナ
- 21日「後藤秀樹誕生日ライブ『またまたやらせてもらいます！今年もゲストに色々頂きます！』」出演：後藤秀樹
- 23日「悪口百恵」出演：小籔千豊、土肥ポン太
- 24日「金のひよこLIVE～よしもと新喜劇　Next　Generation～vol.9」出演：新喜劇若手メンバー
- 25日「池山バンドジャンボリーTHE★RED STAR～怒涛の2回公演（和田あり）～」出演：THE★RED STAR
- 25日「池山バンドジャンボリーTHE★RED STAR～怒涛の2回公演（和田なし）～」出演：THE★RED STAR
- 26日「「パジャマ出ネル夫のカカトでトーン」～右夫と夏子の春、そして門出～」出演：野性爆弾
- 28日「$10　LIVE「マ・コ・ト～その7～」」出演：$10
- 29日「陣内智則＆ブラマヨ吉田　うだうだしゃべります」出演：陣内智則、吉田敬
- 30日「友近・アジアン馬場園トークライブ」出演：友近、アジアン馬場園

#### 2月
- 2日「スッごい！おとなの時間」出演：バッファロー吾郎、ケンドーコバヤシ、松本麻衣子
- 3日「2丁拳銃のトーク・ギター」出演：2丁拳銃
- 7日「UMEKA12 2007.2」出演：うめだ花月エンターテイナー
- 8日「テラ銭 First」出演：ビッキーズ須知、ランディーズ中川、後藤秀樹、土肥ポン太、つばさ・きよし つばさ、りあるキッズ、野性爆弾ロッシー、矢野・兵動 兵動
- 9日「たーちんのひとりだけ日記3」出演：ランディーズ中川貴志
- 10日「『池山心と後藤秀樹とギターとゲスト』」出演：池山心（しましまんず）、後藤秀樹
- 11日「忍者・平山君！」出演：平山昌雄
- 14日「『アウタースペース～6つの空間～』」出演：ザ・プラン9
- 15日「野爆うめだ@Fandango！」出演：野性爆弾　他
- 16日「悪い唇　芸人リクルート編～もし、あなたが芸人になりたかったら…～」出演：メッセンジャーあいはら、川畑泰史、シャンプーハット小出水、中山功太、アジアン隅田
- 17日「烏川耕一ソロライブ」出演：烏川耕一
- 21日「金のひよこLIVE～よしもと新喜劇　Next　Generation～vol.10」出演：新喜劇若手メンバー
- 23日「兵動大樹のおしゃべり大好き。5」出演：兵動大樹
- 25日「ぼくらは兄弟!!」出演：シンクタンク タンク、ティーアップ長谷川宏
- 26日「陣内智則＆ブラマヨ吉田　うだうだしゃべります」出演：陣内智則、ブラックマヨネーズ吉田敬
- 27日「『おもしろスリーマンセル』」出演：バッファロー吾郎
- 28日「三ノ宮のタレ」出演：チュートリアル

#### 3月
- 2日「UMEKA12　2007.3」出演：うめだ花月エンターテイナー
- 2日「スッごい!おとなの時間」出演：バッファロー吾郎、ケンドーコバヤシ、松本麻衣子
- 3日「恋愛ってどうよ!」出演：長谷川宏、兵動大樹
- 7日「川畑泰史ライブ「スキルアップII」」出演：川畑泰史、お～い！久馬、鈴木つかさ、（ザ・プラン9）、ケンドーコバヤシ、野性爆弾、ランディーズ、内場勝則、未知やすえ
- 9日「ランディーズの生舞台」出演：ランディーズ
- 14日「悪い唇～激辛トークSP～」出演：メッセンジャーあいはら、ランディーズ高井、シャンプーハットてつじ、ビッキーズ木部、川畑泰史、中山功太
- 16日「新ネタライブ～気軽な気持ちで見にきてください。～」出演：土肥ポン太
- 17日「つばさ・きよし漫才LIVE「漫遊記～其之二～」」出演：つばさ・きよし
- 20日「金のひよこLIVE～よしもと新喜劇　Next　Generation～vol.11」出演：新喜劇若手メンバー
- 21日「$10 LIVE「マ・コ・ト～その8～」」出演：$10
- 24日「明和電機 2007年度 事業報告ショー」出演：明和電機
- 25日「第2回 バッファロー吾郎のおもしろ大賞」出演：バッファロー吾郎
- 26日「陣内智則＆ブラマヨ吉田 うだうだしゃべります」出演：陣内智則、ブラックマヨネーズ吉田敬
- 27日「野爆うめだ@Fandango！」出演：野性爆弾　他
- 28日「黒すぎ」出演：メッセンジャー黒田、ブラックマヨネーズ小杉
- 29日「953860～プラン9の5人が38マイクで60分～」出演：ザ・プラン9
- 30日「悪口百恵」出演：小籔千豊、土肥ポン太

#### 4月
- 1日「2丁拳銃のトーク＆ギター」出演：2丁拳銃
- 4日「スッごい!おとなの時間」出演：バッファロー吾郎、ケンドーコバヤシ、松本麻衣子
- 6日「こいちゃん・ロッシーの正直しどい」出演：シャンプーハット小出水、野性爆弾ロッシー
- 7日「あんがい気娘～沖縄の風～」出演：宮川たま子、桂楽珍、ロザン宇治原、小笠原まさや、浜根隆、竹内ゆうじ、平山昌雄、知念由美子
- 8日「おしゃべり大好き悪口百恵」出演：兵動大樹、小籔千豊、土肥ポン太
- 9日「UMEKA12 2007.4」出演：うめだ花月エンターテイナー
- 13日「ココロボソ子ちゃんのマンドリみ～つけたっ。」出演：野性爆弾
- 15日「ロザンの「コント」」出演：ロザン
- 16日「義実が生まれた日」出演：チュートリアル
- 19日「卯月～ドキッ！イケメンだらけのファン感謝祭 '07～」出演：バッファロー吾郎 他
- 20日「悪い唇的2丁目ワチャチャライブ～今だから話せます～」出演：メッセンジャーあいはら、ジャリズム渡辺、水玉れっぷう隊ケン、お～い！久馬、たむらけんじ、しましまんず藤井、$10
- 21日「はりけ～んず前田単独オタクLIVE『登風～のぼるストレート～inうめだ』」出演：はりけ～んず前田、はいじぃ、天津・向
- 22日「テラ銭2 ～あなたはパチンコ派？スロット派？～」出演：タンク（シンクタンク）、ランディーズ中川、後藤秀樹、土肥ポン太、つばさ（つばさ・きよし）、りあるキッズ、野性爆弾ロッシー、兵動大樹、シャンプーハット
- 23日「陣内智則＆ブラマヨ吉田 うだうだしゃべります」出演：陣内智則、ブラックマヨネーズ吉田敬
- 25日「野爆テレビ」出演：野性爆弾、ブラックマヨネーズ、ランディーズ　他
- 27日「兵動大樹のおしゃべり大好き。7」出演：兵動大樹
- 29日「後藤秀樹単独新ネタライブ「～コント編～」」出演：後藤秀樹

#### 5月
- 3日「始球式」出演：ストリーク
- 4日「りあるキッズLIVE 二人会 ～新章開幕～」出演：りあるキッズ
- 5日「たーちんのひとりだけ日記　4」出演：ランディーズ中川
- 6日「$10 LIVE「マ・コ・ト～その9～」」出演：$10
- 7日「UMEKA12　2007.5」出演：うめだ花月エンターテイナー
- 9日「スッごい!おとなの時間」出演：バッファロー吾郎、ケンドーコバヤシ、松本麻衣子
- 10日「野爆テレビ」出演：野性爆弾、小籔千豊、川畑泰史　他
- 11日「新ネタライブ ～気軽な気持ちで見にきてください。～」出演：土肥ポン太
- 12日「四次元の日 4 ～ぐびなま～」出演：四次元ナイフ
- 13日「木部ちゃんのひとりでできるかな？」出演：ビッキーズ木部
- 15日「GAORA presents 吉本新喜劇　金のひよこLIVE ～ネタとトーク～」出演：小籔千豊、川畑泰史、吉本新喜劇若手メンバー、井上竜夫、末成由美
- 17日「ジャイロボール」出演：バッファロー吾郎
- 18日「朝起き先生の10分/100円　～肉墓より愛を込めて～」出演：野性爆弾
- 19日「シンク小梶のちょっと言わせてもらいます。」出演：シンクタンク・シンク
- 20日「ぼくらは兄弟!!」出演：シンクタンク・タンク、ティーアップ長谷川
- 23日「悪い唇」出演：メッセンジャーあいはら、シャンプーハット小出水、チュートリアル福田、青空・岡、芸能ジャーナリスト
- 24日「IQサッパリ」出演：ザ・プラン9
- 25日「野爆テレビ」出演：野性爆弾、千鳥
- 26日「兵動大樹のおしゃべり大好き。8」出演：兵動大樹
- 28日「陣内智則＆ブラマヨ吉田　うだうだしゃべります」出演：陣内智則、吉田敬
- 31日「悪口百恵」出演：土肥ポン太、小籔千豊

#### 6月
- 1日「シルクのべっぴん塾～10才若くみえる方法教えます。～」出演：シルク
- 2日「兵動大樹・後藤秀樹・安田善紀のユニット～春は曙、三銃士～」出演：兵動（矢野・兵動）、後藤秀樹、安田（りあるキッズ）
- 5日「KTV　UMEKA24　2007.6」出演：うめだ花月エンターティナー
- 6日「野爆テレビ」出演：野性爆弾 他
- 8日「悪い唇～悪い唇的究極の選択～」出演：メッセンジャーあいはら、小籔千豊、中山功太、土肥ポン太、ヤナギブソン、宇都宮まき
- 9日「野良犬軍団'07～maenokotohawasurete～」出演：土肥ポン太、野性爆弾、レイザーラモン
- 10日「すっちゃんフェスティバル」出演：ビッキーズ須知
- 11日「ヒソヒソ21時45分～ラジオな気分～」出演：高山トモヒロ（ケツカッチン）、哲夫（笑い飯）
- 13日「名前」出演：野性爆弾ロッシー、土肥ポン太、ヤナギブソン
- 15日「朝起き先生の10分/100円～肉墓より愛を込めて～」出演：野性爆弾
- 16日「恋愛ってどうよ！」出演：長谷川宏（ティーアップ）、兵動大樹（矢野・兵動）
- 17日「$10LIVE（マ・コ・ト～その10～）」出演：$10
- 18日「野爆テレビ」出演：野性爆弾 他
- 22日「兵動大樹のおしゃべり大好き。9」出演：兵動大樹
- 23日「後藤秀樹とギターとゲストと池山心」出演：後藤秀樹、池山心（しましまんず）
- 24日「完全試合」出演：ストリーク
- 25日「陣内智則＆ブラマヨ吉田　うだうだしゃべります」出演：陣内智則、吉田敬
- 27日「スッごい！おとなの時間」出演：バッファロー吾郎、ケンドーコバヤシ、松本麻衣子（MBSアナウンサー）
- 28日「ABCラジオ　マイティアプレゼンツ THE PLAN9のお～きなアナ公開録音スペシャル」出演：ザ・プラン9
- 29日「ランディーズの生舞台」出演：ランディーズ
- 30日「ネタライブ～気軽な気持ち総集編～」出演：土肥ポン太